# 松会三四郎
松会 三四郎（）は江戸時代の地本問屋である。江戸最古の版元といわれる。

## 沿革
正本屋、草紙屋と号す。村田氏。江戸出版業の初期(17世紀半ば)から享保年間(1716～36)かそれ以降の百数十年間にわたり約200点を刊行した江戸の有力書肆。元禄期には江戸の長谷川町横町、後に通油町で営業しており、江戸最古の書肆のひとつである松会市郎兵衛の後嗣と思われる。貞享ころから松会三四郎の代にかわる。慶安から享保期に江戸に45軒あった御書物所（幕府お抱えの書物方御用書肆）のうちの1軒でもあった。元禄までに200点に上る典籍を開版している。この版元の刊行物は「松会本」と呼ばれており著名である。
『江戸図鑑綱目』には「地本屋長谷川町の松会三四郎板錦絵の始」とあると『日本出版文化史』で著者の小林善八は述べている。三四郎は菱川師宣の絵本を出版したことで著名であり、貞享4年の『江戸鹿乃子』には浄瑠璃本屋、元禄5年の『万買物調方記』には浄瑠璃草紙屋、元禄11年の『元禄十一年武鑑』には御書物所の御書物師として載っている。『和国三女』などにみられる「松会朔旦」の「朔旦」とは三四郎の号かとされる。

## 出版作品

### 菱川師宣絵本
- 『源氏伽羅枕』、延宝4年
- 『小むらさき』艶本、初刻 延宝5年正月、松会市郎兵衛・松会三四郎版
- 『恋の息うつし』初刻 延宝6年孟春、鱗形屋三左衛門版、（再刻？）貞享2年松会三四郎版
- 『絵本上々御の字』、延宝6年
- 『伊勢物語歌書抄二巻』、初刻 延宝7年3月（24 12三巻）松会市郎兵衛・松会三四郎版
- 『千代の友つる』、初刻 天和2年正月　松会市郎兵衛・松会三四郎版
- 『このころくさ』、初刻 天和2年正月　松会市郎兵衛・松会三四郎版
- 『古今好色男』、貞享元年
- 『やまとすみ』、元禄7年
- 『和国三女』 絵本 元禄8年
- 『好色五れいこう』、元禄8年
- 『和国百女』、元禄8年

### 草紙
以下は、矢島玄亮『徳川時代出版者出版物集覧』徳川時代出版者出版物集覧刊行会、1976年、110頁。に拠る。
- 松田一楽『武者物語』（承応3年）。
- 松田一楽『武者物語』（承応3年）。
- 一もときく 三巻、明暦2年、（12 29）
  - 一もときく 三巻、寛文10年、（12 29）
  - 一もときく 三巻、寛文11年、（12 29）
- 明暦武鑑、明暦4年、（12 17六）
- 紋尽、明暦4年、（35）
- 三人ほうし二巻、万治2年、（12）
- 両仮名雑字尽、万治2年、（12）
- 廿三問答、万治2年、（7 12）
- 心学五倫書、寛文5年、（7）
- 小町歌あらそい二巻、寛文6年、（10）
- しんきよく二巻、寛文7年、（10）
- いそさき二巻、寛文7年、（7）
- 仏説善悪因果経、寛文9年、（12）
- さくらの中将二巻、寛文10年、（29）
- 和名集並異名製剤記二卷、寛文11年、（12）
- 都案内者五巻、寛文11年、（10）
- 新刊畫引和玉篇三巻、延宝2年、（4）
- 信玄軍記四冊、延宝3年、（17七）
- 一心功徳鑑、延宝7年、（7）
- 自己問答三巻、延宝8年、（28）
- おさな源氏一〇巻、延宝9年、（10）
- 唐船来朝図 長崎図、延宝中年、（15）
- 十四経諷、延宝貞享頃年、（12 17七 十）
- 新編塵劫記三冊、吉田光由編、貞享3年、（8）
- 曾我物語一二巻、貞享4年、（12）
- つぼのいしふみ一五巻、元禄11年、（10 12 23十三巻）
- 大明津三二巻、荻生観訓点、享保8年、（30合）
- 物茂卿『度量衡考 二冊』（享保19年、8合、相板）。
- あみだかんきん抄、（7）[10]
- あみたはたか物語 上・下
- 異国人物鑑三巻、（12）
- 歌仙金玉杯 山雲子編、（12）
- 尊円流江戸往来、（12）
- さるげんじ二巻、（10）
- 実語教童子教二巻、釈空海、安然、（12）
- 十番切二巻、（12）
- 女鏡秘伝書三巻（12）
- 水鳥記三巻、（10 12 35）
- たかだち二巻（12）
- 七夕二巻、（12 35）
- 日用食性三巻、曲直瀬玄朔、（12）
- 花のおもかけ二巻、（10）
- 松風むらさめ二巻、（12 29）
- 万病妙薬集、益田良継、（12）
- 水鏡註目無草二巻、釈無相、（12）
- 武者さくら、菱川吉兵ェ、（10）
- 迷悟問答集、（12）
- 名女くらべ五巻、（10）
- 銘尽秘伝抄（古刀銘鑑）、（12 22）
- 理窟物語六冊、（35）

### 武鑑
- 癸亥江戸鑑、天和3（15）
- 己己江戸鑑、元禄2（15）
- 甲子江戸鑑、貞享1（12）
- 御紋尽、明暦4（15）
- 丙寅江戸鑑、貞享3（15）
- 戊辰江戸鑑、貞享5（12、17五）
- 本朝武鑑二冊、貞享25（15）
- 本朝武系当鑑二巻、元禄3序（12 15）
- 本朝武林系統図鑑四冊、元禄中（15）
- 本朝武林長鑑三冊、元禄7（15）